# Blatacke zlato
Blatacke zlato (češko: Blaťácké zlato) je vrsta češkega mehkega sira. 

## Značilnosti
Sir ima značilno zlato oranžno obarvano skorjo, testo je elastično, z malo ali brez komaj zaznavnih očesc, kredasto bledo rumene barve. Okus je svež, mlečen in sirast, rahlo kiselkast, z nežnim priokusom po grenkih mandljih in lešnikih, zaradi katerega se ob hrani lepo dopolnjuje s svežimi belimi vini (npr. renski rizling, zeleni silvanec, rizvanec).
Sir je podoben italijanskemu siru vrste Bel Paese ter ohranja svojo značilno prožno konsistenco tudi ob zmanjšani vsebnosti maščob.

## Zgodovina
Razvila ga je mlekarska zadruga Tábor leta 1939, potem ko so leta 1938 zgradili lastno sirarno in iz Italije pripeljali sir Bel Paese, po vzoru katerega so začeli izdelovati Blatacke zlato.

## Proizvodnja
Danes se sir proizvaja v sirarni Madety v Řípec, nedaleč od Čeških Budejovic. 
Proizvaja se v okroglih hlebcih s težo po 1500 gramov in rokom uporabnosti do 30 dni. Proizvajata se tudi varianti z zelenim poprom ali orehi.
V preteklosti so hlebci zoreli v kleteh, v katerih je na njem nastajalo značilno rumeno mazilo. Danes je sir po površini pobarvan z naravnimi barvili in nato pakiran v posebno embalažo, v kateri zori štiri do šest tednov.